# Borgo Chiese
Borgo Chiese är en kommun i provinsen Trento i regionen Trentino-Sydtyrolen i Italien. Kommunen hade 2 015 invånare (2018).
Kommun bildades den 1 januari 2016 genom en sammanslagning av de tidigare kommunerna Brione, Cimego och Condino.